# Sigrid (Sängerin)/Diskografie
Diese Diskografie ist eine Übersicht über die musikalischen Werke der norwegischen Popsängerin Sigrid. Den Schallplattenauszeichnungen zufolge hat sie bisher mehr als 2,8 Millionen Tonträger verkauft. Ihre erfolgreichste Veröffentlichung ist die Single Strangers mit über 720.000 verkauften Einheiten.

## Alben

### Studioalben
| Jahr | Titel Musiklabel                   | Höchstplatzierung, Gesamtwochen, AuszeichnungChartplatzierungen (Jahr, Titel, Musiklabel, Platzierungen, Wochen, Auszeichnungen, Anmerkungen) | Höchstplatzierung, Gesamtwochen, AuszeichnungChartplatzierungen (Jahr, Titel, Musiklabel, Platzierungen, Wochen, Auszeichnungen, Anmerkungen) | Höchstplatzierung, Gesamtwochen, AuszeichnungChartplatzierungen (Jahr, Titel, Musiklabel, Platzierungen, Wochen, Auszeichnungen, Anmerkungen) | Höchstplatzierung, Gesamtwochen, AuszeichnungChartplatzierungen (Jahr, Titel, Musiklabel, Platzierungen, Wochen, Auszeichnungen, Anmerkungen) | Höchstplatzierung, Gesamtwochen, AuszeichnungChartplatzierungen (Jahr, Titel, Musiklabel, Platzierungen, Wochen, Auszeichnungen, Anmerkungen) | Anmerkungen                                            |
| Jahr | Titel Musiklabel                   | DE | AT | CH | UK | NO | Anmerkungen                                            |
| ---- | ---------------------------------- | --- | --- | --- | --- | --- | ------------------------------------------------------ |
| 2019 | Sucker Punch Island Records (UMG)  | DE63 (1 Wo.)DE | AT51 (1 Wo.)AT | CH54 (1 Wo.)CH | UK4 Gold · (15 Wo.)UK | NO1 ×2Doppelplatin · (43 Wo.)NO | Erstveröffentlichung: 8. März 2019 Verkäufe: + 140.000 |
| 2022 | How to Let Go Island Records (UMG) | DE61 (1 Wo.)DE | — | CH73 (1 Wo.)CH | UK2 (2 Wo.)UK | NO1 (7 Wo.)NO | Erstveröffentlichung: 6. Mai 2022                      |

### EPs
| Jahr | Titel Musiklabel                                            | Anmerkungen                            |
| ---- | ----------------------------------------------------------- | -------------------------------------- |
| 2017 | Don’t Kill My Vibe Island Records (UMG)                     | Erstveröffentlichung: 5. Mai 2017      |
| 2018 | Raw Island Records (UMG)                                    | Erstveröffentlichung: 10. Juli 2018    |
| 2021 | Chill My Vibe Fantastic Plastic Records (UMG)               | Erstveröffentlichung: 2. April 2021    |
| 2021 | Sing Out Loud Fantastic Plastic Records (UMG)               | Erstveröffentlichung: 16. April 2021   |
| 2021 | Dancing in Your Living Room Fantastic Plastic Records (UMG) | Erstveröffentlichung: 30. April 2021   |
| 2021 | Anthems Fantastic Plastic Records (UMG)                     | Erstveröffentlichung: 3. Juni 2021     |
| 2023 | The Hype Island Records (UMG)                               | Erstveröffentlichung: 27. Oktober 2023 |

## Singles

### Als Leadmusikerin
| Jahr | Titel Album                                                                 | Höchstplatzierung, Gesamtwochen, AuszeichnungChartplatzierungen (Jahr, Titel, Album, Platzierungen, Wochen, Auszeichnungen, Anmerkungen) | Höchstplatzierung, Gesamtwochen, AuszeichnungChartplatzierungen (Jahr, Titel, Album, Platzierungen, Wochen, Auszeichnungen, Anmerkungen) | Höchstplatzierung, Gesamtwochen, AuszeichnungChartplatzierungen (Jahr, Titel, Album, Platzierungen, Wochen, Auszeichnungen, Anmerkungen) | Höchstplatzierung, Gesamtwochen, AuszeichnungChartplatzierungen (Jahr, Titel, Album, Platzierungen, Wochen, Auszeichnungen, Anmerkungen) | Höchstplatzierung, Gesamtwochen, AuszeichnungChartplatzierungen (Jahr, Titel, Album, Platzierungen, Wochen, Auszeichnungen, Anmerkungen) | Anmerkungen                                                                          |
| Jahr | Titel Album                                                                 | DE | AT | CH | UK | NO | Anmerkungen                                                                          |
| ---- | --------------------------------------------------------------------------- | --- | --- | --- | --- | --- | ------------------------------------------------------------------------------------ |
| 2014 | Known You Forever –                                                         | — | — | — | — | — | Erstveröffentlichung: 22. August 2014                                                |
| 2017 | Don’t Kill My Vibe Sucker Punch • Don’t Kill My Vibe EP                     | — | — | — | UK62 Gold · (7 Wo.)UK | NO28 ×2Doppelplatin · (6 Wo.)NO | Erstveröffentlichung: 10. Februar 2017 Verkäufe: + 520.000                           |
| 2017 | Plot Twist Don’t Kill My Vibe EP                                            | — | — | — | — | NO— GoldNO | Erstveröffentlichung: 20. Juli 2017 (Remix) Verkäufe: + 30.000                       |
| 2017 | Strangers Sucker Punch                                                      | — | — | — | UK10 Platin · (18 Wo.)UK | NO6 ×2Doppelplatin · (17 Wo.)NO | Erstveröffentlichung: 10. November 2017 Verkäufe: + 720.000                          |
| 2018 | Raw Raw EP                                                                  | — | — | — | — | — | Erstveröffentlichung: 14. März 2018                                                  |
| 2018 | I Don’t Want to Know Raw EP                                                 | — | — | — | — | — | Erstveröffentlichung: 27. März 2018                                                  |
| 2018 | High Five Raw EP                                                            | — | — | — | UK59 Silber · (8 Wo.)UK | — | Erstveröffentlichung: 13. April 2018 Verkäufe: + 200.000                             |
| 2018 | Schedules Raw EP                                                            | — | — | — | — | — | Erstveröffentlichung: 11. Juli 2018                                                  |
| 2018 | Sucker Punch                                                                | — | — | — | — | NO12 Platin · (3 Wo.)NO | Erstveröffentlichung: 4. Oktober 2018 Verkäufe: + 60.000                             |
| 2019 | Don’t Feel Like Crying Sucker Punch                                         | — | — | — | UK13 Platin · (16 Wo.)UK | NO22 (1 Wo.)NO | Erstveröffentlichung: 15. Februar 2019 (Remix) Verkäufe: + 600.000                   |
| 2019 | Mine Right Now Sucker Punch                                                 | — | — | — | — | NO40 (1 Wo.)NO | Erstveröffentlichung: 31. Mai 2019 (Remix)                                           |
| 2019 | Home to You auch bekannt als: Home to You (This Christmas) Chill My Vibe EP | DE88 (1 Wo.)DE | AT75 (1 Wo.)AT | — | — | NO18 (10 Wo.)NO | Erstveröffentlichung: 31. Oktober 2019                                               |
| 2021 | Mirror How to Let Go • Anthems EP                                           | — | — | — | UK49 Silber · (11 Wo.)UK | NO13 (10 Wo.)NO | Erstveröffentlichung: 19. Mai 2021 Verkäufe: + 200.000                               |
| 2021 | Burning Bridges How to Let Go                                               | — | — | — | — | NO38 (1 Wo.)NO | Erstveröffentlichung: 25. August 2021                                                |
| 2022 | It Gets Dark How to Let Go                                                  | — | — | — | — | NO39 (1 Wo.)NO | Erstveröffentlichung: 9. März 2022                                                   |
| 2022 | Bad Life How to Let Go                                                      | — | — | — | UK50 Silber · (12 Wo.)UK | NO28 (2 Wo.)NO | Erstveröffentlichung: 21. April 2022 Verkäufe: + 200.000; feat. Bring Me the Horizon |
| 2022 | Blue How to Let Go                                                          | — | — | — | — | — | Erstveröffentlichung: 21. Oktober 2022                                               |
| 2023 | Ghost The Hype EP                                                           | — | — | — | — | — | Erstveröffentlichung: 6. Oktober 2023                                                |
| 2023 | The Hype The Hype EP                                                        | — | — | — | — | NO37 (1 Wo.)NO | Erstveröffentlichung: 27. Oktober 2023                                               |

### Als Gastmusikerin
| Jahr | Titel Album        | Höchstplatzierung, Gesamtwochen, AuszeichnungChartplatzierungen (Jahr, Titel, Album, Platzierungen, Wochen, Auszeichnungen, Anmerkungen) | Höchstplatzierung, Gesamtwochen, AuszeichnungChartplatzierungen (Jahr, Titel, Album, Platzierungen, Wochen, Auszeichnungen, Anmerkungen) | Höchstplatzierung, Gesamtwochen, AuszeichnungChartplatzierungen (Jahr, Titel, Album, Platzierungen, Wochen, Auszeichnungen, Anmerkungen) | Höchstplatzierung, Gesamtwochen, AuszeichnungChartplatzierungen (Jahr, Titel, Album, Platzierungen, Wochen, Auszeichnungen, Anmerkungen) | Höchstplatzierung, Gesamtwochen, AuszeichnungChartplatzierungen (Jahr, Titel, Album, Platzierungen, Wochen, Auszeichnungen, Anmerkungen) | Anmerkungen |
| Jahr | Titel Album        | DE | AT | CH | UK | NO | Anmerkungen |
| ---- | ------------------ | --- | --- | --- | --- | --- | --- |
| 2013 | Two Fish –         | — | — | — | — | — | Erstveröffentlichung: 25. Dezember 2013 Loveless feat. Sigrid                                                      |
| 2017 | Sister Idiographic | — | — | — | — | — | Erstveröffentlichung: 29. September 2017 Tellef Raabe feat. Sigrid                                                 |
| 2020 | Times Like These – | — | — | — | UK1 Silber · (8 Wo.)UK | — | Erstveröffentlichung: 23. April 2020 als Teil von Live Lounge Allstars Verkäufe: + 200.000; Original: Foo Fighters |
| 2022 | Head on Fire –     | — | — | — | UK44 (9 Wo.)UK | NO33 (1 Wo.)NO | Erstveröffentlichung: 19. Januar 2022 Griff feat. Sigrid                                                           |
| 2024 | The Feeling Kygo   | — | — | — | — | — | Erstveröffentlichung: 20. Juni 2024 Kygo feat. Sigrid                                                              |

## Musikvideos
| Jahr | Titel                  | Regisseur(e)                                   |
| ---- | ---------------------- | ---------------------------------------------- |
| 2016 | Sister                 |                                                |
| 2017 | Don’t Kill My Vibe     | J.A.C.K.                                       |
| 2017 | Plot Twist             | Sigurd Fossen, William Andreas Glandberger     |
| 2017 | Strangers              | Ivana Bobic                                    |
| 2018 | High Five              | Ivana Bobic                                    |
| 2018 | Sucker Punch           | Camille Dauteuille, Clement Dozier             |
| 2019 | Don’t Feel Like Crying | Linden Feng, Hannah Palumbo                    |
| 2019 | Mine Right Now         | Max Siedentopf (Standard) — (Vertical-Version) |
| 2020 | Times Like These       |                                                |
| 2021 | Mirror                 | Femke Huurdeman                                |
| 2021 | Burning Bridges        | Sophia Ray                                     |
| 2022 | Head on Fire           | C.C. Wade                                      |
| 2022 | It Gets Dark           | Femke Huurdeman                                |
| 2022 | Bad Life               | Raja Virdi                                     |
| 2022 | Blue                   |                                                |
| 2023 | The Hype               |                                                |

## Sonderveröffentlichungen

### Alben
| Jahr | Titel Musiklabel                                      | Anmerkungen                                                                     |
| ---- | ----------------------------------------------------- | ------------------------------------------------------------------------------- |
| 2017 | Spotify Live. Island Records (UMG)                    | Erstveröffentlichung: 12. Mai 2017 Veröffentlichung nur über Spotify            |
| 2017 | Up Next Session: Sigrid Island Records (UMG)          | Erstveröffentlichung: 25. Mai 2017 Teil der „Up-Next-Session“-Reihe             |
| 2021 | Apple Music Home Session: Sigrid Island Records (UMG) | Erstveröffentlichung: 13. August 2021 Teil der „Apple-Music-Home-Session“-Reihe |

### Lieder
| Jahr | Titel Album                      | Anmerkungen                                                      |
| ---- | -------------------------------- | ---------------------------------------------------------------- |
| 2017 | Flying on the Ground Idiographic | Erstveröffentlichung: 3. November 2017 Tellef Raabe feat. Sigrid |
| 2017 | Sister Idiographic               | Erstveröffentlichung: 3. November 2017 Tellef Raabe feat. Sigrid |
| 2024 | The Feeling Kygo                 | Erstveröffentlichung: 21. Juni 2024 Kygo feat. Sigrid            |

| Jahr | Titel Album                                              | Anmerkungen                                                               |
| ---- | -------------------------------------------------------- | ------------------------------------------------------------------------- |
| 2019 | One Kiss (Live) BBC Radio 1 Live Lounge – The Collection | Erstveröffentlichung: 8. November 2019 Original: Calvin Harris & Dua Lipa |

| Jahr | Titel Soundtrack zu            | Anmerkungen                                                     |
| ---- | ------------------------------ | --------------------------------------------------------------- |
| 2017 | Everybody Knows Justice League | Erstveröffentlichung: 10. November 2017 Original: Leonard Cohen |
| 2019 | Home to You The Aeronauts      | Erstveröffentlichung: 22. November 2019                         |

### Videoalben
| Jahr | Titel Musiklabel                                                                      | Anmerkungen                                                               |
| ---- | ------------------------------------------------------------------------------------- | ------------------------------------------------------------------------- |
| 2019 | 2019-06-29: Glastonbury Festival of Contemporary Performing Arts BBC Television (BBC) | Erstveröffentlichung: 29. Juni 2019 Veröffentlichung nur über BBC iPlayer |

## Promoveröffentlichungen
Promo-Singles

| Jahr | Titel Album               | Höchstplatzierung, Gesamtwochen, AuszeichnungChartplatzierungen (Jahr, Titel, Album, Platzierungen, Wochen, Auszeichnungen, Anmerkungen) | Höchstplatzierung, Gesamtwochen, AuszeichnungChartplatzierungen (Jahr, Titel, Album, Platzierungen, Wochen, Auszeichnungen, Anmerkungen) | Höchstplatzierung, Gesamtwochen, AuszeichnungChartplatzierungen (Jahr, Titel, Album, Platzierungen, Wochen, Auszeichnungen, Anmerkungen) | Höchstplatzierung, Gesamtwochen, AuszeichnungChartplatzierungen (Jahr, Titel, Album, Platzierungen, Wochen, Auszeichnungen, Anmerkungen) | Höchstplatzierung, Gesamtwochen, AuszeichnungChartplatzierungen (Jahr, Titel, Album, Platzierungen, Wochen, Auszeichnungen, Anmerkungen) | Anmerkungen                            |
| Jahr | Titel Album               | DE | AT | CH | UK | NO | Anmerkungen                            |
| ---- | ------------------------- | --- | --- | --- | --- | --- | -------------------------------------- |
| 2018 | Focus – Demo Raw EP       | — | — | — | — | — | Erstveröffentlichung: 15. Juni 2018    |
| 2019 | Sight of You Sucker Punch | — | — | — | — | NO30 (1 Wo.)NO | Erstveröffentlichung: 27. Februar 2019 |
| 2022 | Blue How to Let Go        | — | — | — | — | — | Erstveröffentlichung: 21. Oktober 2022 |

## Statistik

### Chartauswertung
|                     | DE    | AT    | CH    | UK    | NO    |
| ------------------- | ----- | ----- | ----- | ----- | ----- |
| Nummer-eins-Alben   | DE—DE | AT—AT | CH—CH | UK—UK | NO2NO |
| Top-10-Alben        | DE—DE | AT—AT | CH—CH | UK2UK | NO2NO |
| Alben in den Charts | DE2DE | AT1AT | CH2CH | UK2UK | NO2NO |

|                       | DE    | AT    | CH    | UK    | NO     |
| --------------------- | ----- | ----- | ----- | ----- | ------ |
| Nummer-eins-Singles   | DE—DE | AT—AT | CH—CH | UK1UK | NO—NO  |
| Top-10-Singles        | DE—DE | AT—AT | CH—CH | UK2UK | NO1NO  |
| Singles in den Charts | DE1DE | AT1AT | CH—CH | UK8UK | NO13NO |

### Auszeichnungen für Musikverkäufe
Anmerkung: Auszeichnungen in Ländern aus den Charttabellen bzw. Chartboxen sind in ebendiesen zu finden.
| Land/RegionAuszeichnungen für Musikverkäufe (Land/Region, Auszeichnungen, Verkäufe, Quellen) | Silber     | Gold     | Platin     | Verkäufe  | Quellen   |
| -------------------------------------------------------------------------------------------- | ---------- | -------- | ---------- | --------- | --------- |
| Norwegen (IFPI)                                                                              | —          | Gold1    | 7× Platin7 | 370.000   | ifpi.no   |
| Vereinigtes Königreich (BPI)                                                                 | 4× Silber4 | 2× Gold2 | 2× Platin2 | 2.500.000 | bpi.co.uk |
| Insgesamt                                                                                    | 4× Silber4 | 3× Gold3 | 9× Platin9 |           |           |